# Meeting de Paris 2016
Meeting de Paris 2016 – mityng lekkoatletyczny, który odbył się w 27 sierpnia w Paryżu. Zawody były dwunastą odsłoną prestiżowej Diamentowej Ligi w sezonie 2016.

## Wyniki

### Mężczyźni
| Konkurencja:               | 1. miejsce        | Rezultat          | 2. miejsce        | Rezultat   | 3. miejsce       | Rezultat   |
| Bieg na 100 m              | Ben-Youssef Meïté | 9,96 =NR          | Akani Simbine     | 10,00      | Churandy Martina | 10,01 =SB  |
| Bieg na 800 m              | Alfred Kipketer   | 1:42,87 PB        | Taoufik Makhloufi | 1:42,98    | Jonathan Kitilit | 1:43,05 PB |
| Bieg na 3000 m             | Yomif Kejelcha    | 7:28,19 WU20R, WL | Abdalaati Iguider | 7:30,09 PB | Hagos Gebrhiwet  | 7:30,45    |
| Bieg na 400 m przez płotki | Nicholas Bett     | 48,01 SB          | Kerron Clement    | 48,19      | Yasmani Copello  | 48,24      |
| Trójskok                   | Chris Carter      | 16,92             | Alexis Copello    | 16,90      | John Murillo     | 16,90      |
| Skok o tyczce              | Renaud Lavillenie | 5,93              | Sam Kendricks     | 5,81       | Jan Kudlička     | 5,71       |
| Pchnięcie kulą             | Tomas Walsh       | 22,00 AR, MR      | Ryan Crouser      | 21,99      | Kurt Roberts     | 20,78      |
| Rzut oszczepem             | Jakub Vadlejch    | 88,02 PB          | Julian Weber      | 87,39      | Thomas Röhler    | 84,16      |

### Kobiety
| Konkurencja:                  | 1. miejsce       | Rezultat           | 2. miejsce              | Rezultat | 3. miejsce      | Rezultat   |
| Bieg na 200 m                 | Dafne Schippers  | 22,13              | Desiree Henry           | 22,46 PB | Jenna Prandini  | 22,48      |
| Bieg na 400 m                 | Natasha Hastings | 50,06              | Stephenie Ann McPherson | 50,33    | Christine Day   | 50,75      |
| Bieg na 1500 m                | Laura Muir       | 3:55,22 WL, MR, NR | Faith Kipyegon          | 3:56,72  | Sifan Hassan    | 3:57,13 SB |
| Bieg na 100 m przez płotki    | Kendra Harrison  | 12,44              | Dawn Harper-Nelson      | 12,65 SB | Cindy Ofili     | 12,66      |
| Bieg na 3000 m z przeszkodami | Ruth Jebet       | 8:52,78 WR         | Hyvin Kiyeng            | 9:01,96  | Emma Coburn     | 9:10,19    |
| Skok w dal                    | Ivana Španović   | 6,90               | Lorraine Ugen           | 6,80 SB  | Ksenija Balta   | 6,75       |
| Skok wzwyż                    | Ruth Beitia      | 1,98 =SB           | Levern Spencer          | 1,96 SB  | Alessia Trost   | 1,93       |
| Rzut dyskiem                  | Sandra Perković  | 67,62              | Mélina Robert-Michon    | 64,36    | Denia Caballero | 61,98      |

## Rekordy
Podczas mityngu ustanowiono: 1 rekord świata, 2 rekordy kontynentu oraz 2 rekordy krajowe, a także wyrównano jeden rekord krajowy.
| Zawodnik          | Reprezentacja            | Konkurencja                        | Rezultat |
| ----------------- | ------------------------ | ---------------------------------- | -------- |
| Ruth Jebet        | Bahrajn                  | Bieg na 3000 metrów z przeszkodami | 8:52,78  |
| Tomas Walsh       | Nowa Zelandia            | Pchnięcie kulą                     | 22,00    |
| Genevieve LaCaze  | Australia                | Bieg na 3000 metrów z przeszkodami | 9:14,28  |
| Albert Rop        | Bahrajn                  | Bieg na 3000 metrów                | 7:32,02  |
| Laura Muir        | Wielka Brytania          | Bieg na 1500 metrów                | 3:55,22  |
| Ben-Youssef Meïté | Wybrzeże Kości Słoniowej | Bieg na 100 metrów                 | 9,96 =   |